# Nitril
For nitrilgummi se denne
En nitril er en organisk kemisk forbindelse, som indeholder den funktionelle gruppe nitrilgruppen. Nitrilgruppen består af et kvælstof- og et kulstofatom, som er bundet sammen med en tripelbinding. Nitrilgruppen henregnes til gruppen af syrederivater, og kan derfor hydroliseres til en carboxylsyregruppe.
Citalopram, som er det aktive stof i antidepressive midler som f.eks. lykkepiller, er en nitril.

## Nomenklatur
Simple nitrilforbindelser navngives ved at tilføje endelsen -nitril til det systematiske navn. Mere komplekse forbindelser navngives efter den tilsvarende carboxylsyre ved at erstatte endelsen -syre med -onitril eller carboxylsyre med carbonitril. F.eks. hedder benzosyres nitril benzonitril.

## Reaktioner
Nitriller kan fremstilles ved reaktion mellem primære alkylhalider og cyanid-anionen. Nitriller oxideres nemt til carboxylsyrer i enten sur eller basisk opløsning. Nitriller kan reduceres til aminer med LiAlH4. Nitriller kan også reagere med Grignardreagenser og danne ketoner.

## Nitriller i universet
Nitriller som CH3CN synes at være tilstede i dannelsesfasen af solsystemer.